# Gà so Ả Rập
Gà so Ả Rập (Alectoris melanocephala) là một loài chim trong họ Phasianidae. Loài này được tìm thấy ở Oman, Ả Rập Xê Út, Yemen và được Rüppell phân loại vào năm 1835. Gần đây nó được nhập nội vào Pakistan và Oman.

## Hình ảnh

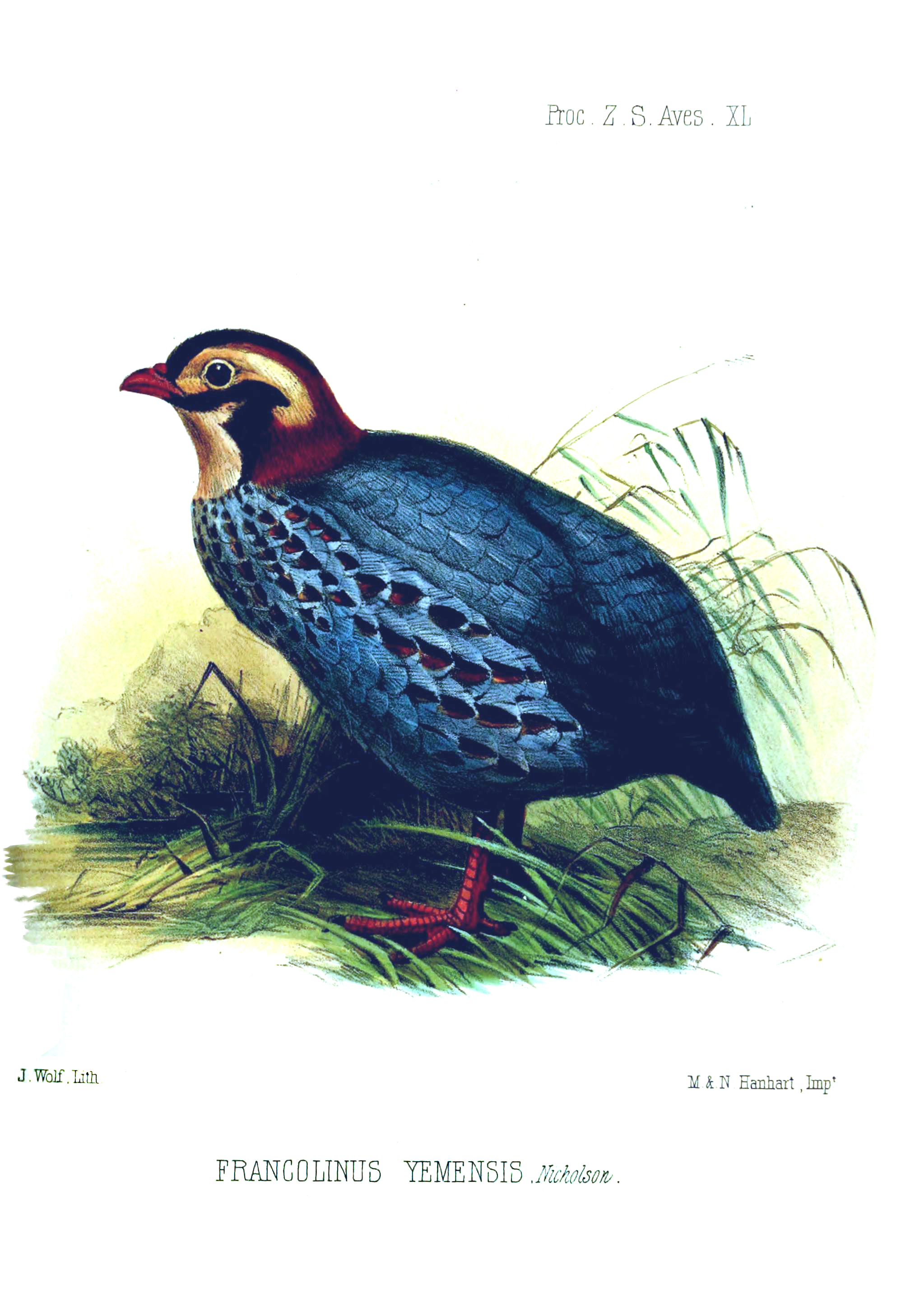
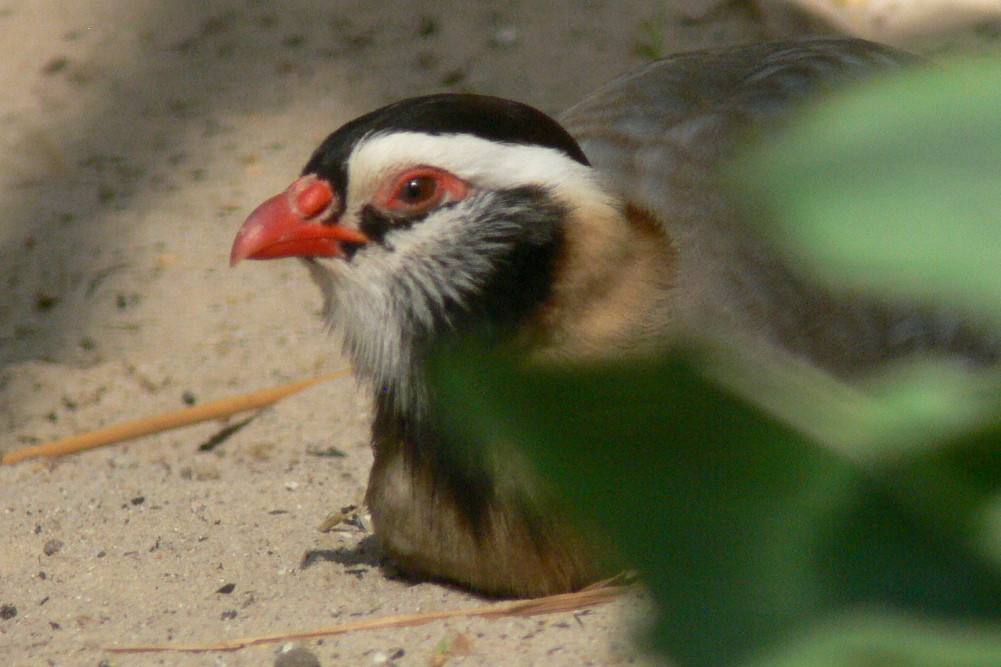